# Могила, Константин
Константи́н Моги́ла (молд. Константин Мовилэ; умер 1612) — господарь Молдавского княжества в октябре 1607 года и с декабря 1607 по ноябрь 1611 годы. Сын Иеремии Могилы и Елизаветы, которая посадила Константина на престол, отравив Симеона Могилу и свергнув его сына Михаила.

## История
Иеремия скончался в 1606 году, оставив наследником 11-летнего Константина. Однако престол сразу, в июле 1606 года, был захвачен братом Иеремии Симеоном, изгнавшим племянника. Симеон Могила правил чуть больше года и был отравлен Елизаветой 14 сентября 1607 года. Его сын и преемник Михаил вскоре был изгнан своим двоюродным братом Константином при помощи отрядов Самуила Корецкого, Михаила Вишневецкого и Стефана Потоцкого.
Константин опирался в своём правлении на Речь Посполитую. Однако в 1611 году Стефан Томша получил от султана фирман на молдавский престол, собрал армию из наёмников, получил помощь от татар и разбил польское войско, изгнав Константина.
Татары пленили Константина и утопили в Днестре. Константину Могиле было в то время около 16—17 лет.